# Kloster Beaugerais
Das Kloster Beaugerais (Notre-Dame de Beaugerais; Baugeseium) ist eine ehemalige Zisterzienserabtei in der Gemeinde Loché-sur-Indrois im Département Indre-et-Loire, Region Centre-Val de Loire, in Frankreich, rund 18 km südöstlich von Loches.

## Geschichte
Das um 1153 von vier zum Kreuzzug aufbrechenden Rittern für Regularkanoniker gegründete Kloster schloss sich 1172 als Tochter von Kloster Le Loroux in der Filiation von Cîteaux dem Zisterzienserorden an. Während der Französischen Revolution fand das Kloster 1791 sein Ende.

## Bauten und Anlage
Erhalten ist das Schiff der im Jahr 1184 geweihten und 1204 umgebauten Klosterkirche. Der Chor (16. Jahrhundert) liegt in Ruinen. Von einer Galerie des Kreuzgangs sind noch Reste vorhanden. Die Gebäude sind seit 1938 als Monument historique geschützt.